# Stan Lee

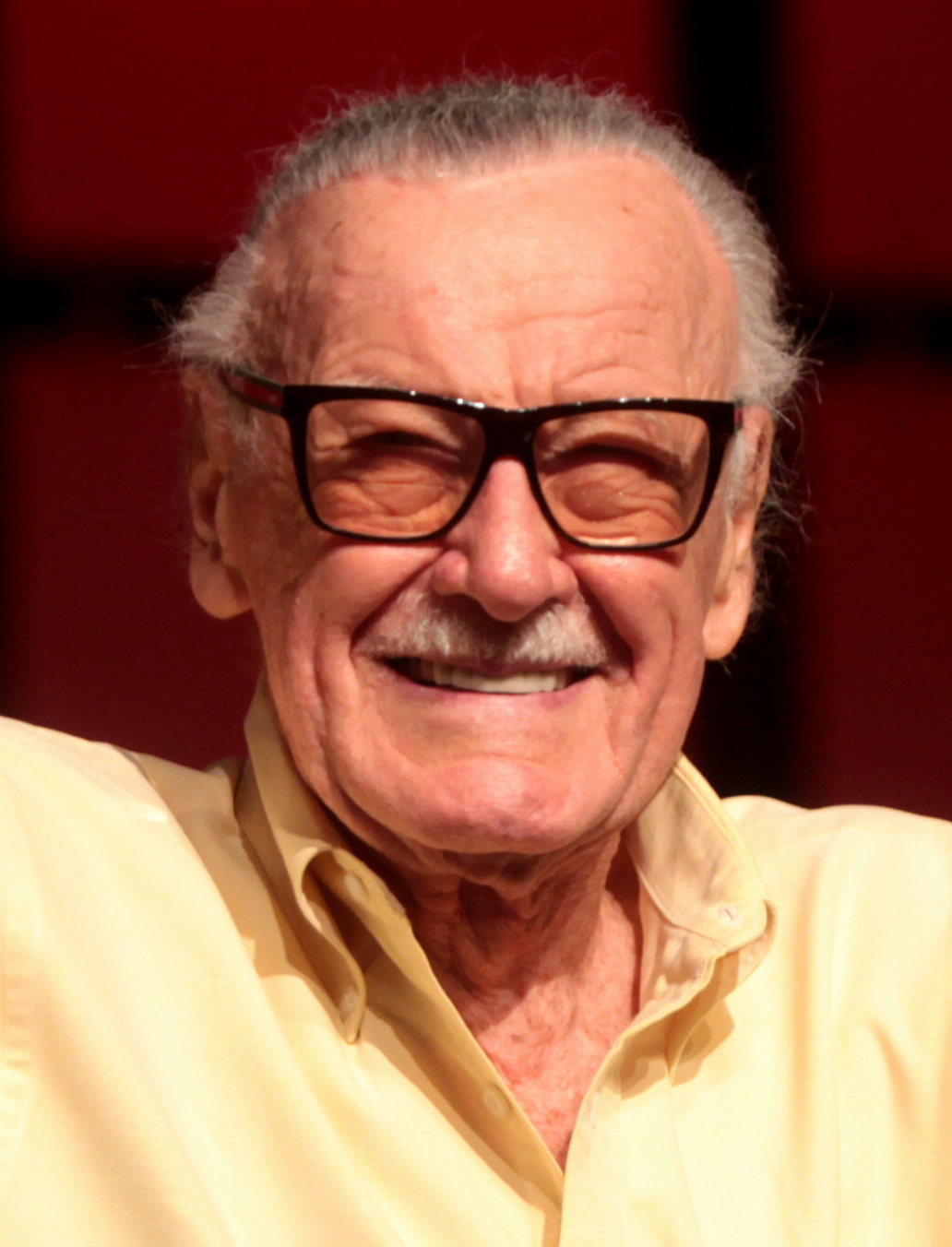
Stan Lee (2014)

Stanley „Stan“ Lee (* 28. Dezember 1922 als Stanley Martin Lieber in New York; † 12. November 2018 in Los Angeles, Kalifornien) war ein US-amerikanischer Comicautor und -redakteur, Schauspieler und Filmproduzent. Zusammen mit Zeichnern wie Jack Kirby und Steve Ditko schuf er für Marvel Comics eine Reihe von Superhelden. Lee und seine Mitarbeiter waren die Ersten, die komplexe Charaktere und ein durchdachtes gemeinsames Universum in die Welt der Superheldencomics brachten. Er machte aus dem kleinen Verlag Marvel Comics ein großes Medienunternehmen. Ab dem Jahr 2000 bis zu seinem Tod war er regelmäßig mit Cameos in Verfilmungen der Marvel-Comics vertreten.
Für sein Lebenswerk wurde Stan Lee 2018, in der Kategorie Autoren, in die Science Fiction and Fantasy Hall of Fame aufgenommen.

## Privatleben

### Kindheit und Jugend
Stan Lee war der ältere Sohn von Jack Lee und Celia Lieber geb. Solomon, aus Rumänien stammenden Juden, die in die USA emigrierten, wo Lee am 28. Dezember 1922 in Manhattan geboren wurde.
Kurz nach der Geburt seines jüngeren Bruders, Larry Lieber (geboren am 26. Oktober 1931), zog die Familie in die Bronx. Die Wohnverhältnisse waren stets beengt, bis er in die Armee aufgenommen wurde, teilte Stan sich stets ein Zimmer mit seinem Bruder Larry, während die Eltern auf einer Ausziehcouch im Wohnzimmer schliefen. Stan und sein Bruder Larry, der Comiczeichner wurde, arbeiteten später bei der Erschaffung von Superheldengeschichten so eng zusammen, dass man sich bei Marvel behalf, indem man Stan für den Text und Larry für die Zeichnungen benannte, selbst wenn beide sowohl inhaltliche Ideen als auch Zeichnungen beigesteuert hatten.

### Ehe und Familie
1947 heiratete Stan Lee die 25-jährige Joan Boocock. Als seine Frau schwanger wurde, kauften die beiden ein Haus auf Long Island in Downstate New York. Die gemeinsame Tochter Joan Celia Lee, genannt „J. C.“, kam 1950 zur Welt. Es ging der kleinen Familie gut, sie hatten viele Freunde, mit denen sie viel gemeinsame Zeit verbrachten. Die junge Familie zog 1952 in ein größeres Haus in Hewlett Harbor. 1953 wurde ihre zweite Tochter, Jan Lee, geboren, die allerdings drei Tage nach ihrer Geburt starb. Lee, der in folgenden Jahren unter anderem Geschichten wie Spider-Man, Die Fantastischen Vier und Hulk auf der Schreibmaschine im Garten tippte, fühlte sich als Comiczeichner stets fremd zwischen den reichen Geschäftsleuten, die in der Nachbarschaft wohnten.
Stan und Joan Lee waren fast 60, als sie 1980 ein Haus in West Hollywood mit Blick auf den Sunset Strip kauften. Er wollte aufgrund des wärmeren Klimas nach L.A. und einigte sich mit Marvel darauf, dass er dort für sie ein Trickfilmstudio aufbauen sollte. Die Lees waren ein glückliches Paar und bereits 69 Jahre verheiratet, als Joan 2017 mit 95 Jahren an den Folgen eines Schlaganfalls verstarb.
Stan Lee starb am 12. November 2018 im Alter von 95 Jahren im Cedars-Sinai Medical Center in Los Angeles an Herzversagen. Seine Tochter sorgte dafür, dass die Beisetzung im kleinen Kreis stattfand.

## Karriere

### Frühe Karriere
Schon als Teenager begann Lee, für Verleger Martin Goodman als Kopierassistent bei Timely Publications auch bekannt als Timely Comics, zu arbeiten. Aus Timely wurde später Marvel Comics. Bald begann Lee, auch Comics zu schreiben, und wurde im Alter von 17 Jahren der jüngste Redakteur im Comicbereich. 1941 erschien seine erste veröffentlichte Arbeit, eine Textseite in einem Captain-America-Comic, das er mit dem Pseudonym „Stan Lee“ unterschrieb.
Während des Zweiten Weltkriegs diente Lee in der Armee der Vereinigten Staaten, wo er Anleitungen, Trainingsfilme, Slogans und manchmal Cartoons verfasste. Seine militärische Klassifikation war „Playwright“ (dt.: „Dramaturg, Bühnenautor“); nur neun Männer in der Armee waren für diese Tätigkeit vorgesehen. Nach dem Zweiten Weltkrieg kehrte er zu Timely zurück.
Anfang der 1950er-Jahre wurde verstärkt behauptet, dass Comics einen schlechten Einfluss auf Jugendliche hätten; davon waren insbesondere die populären Horrorcomics betroffen. Um weiter publizieren zu können, führten Comicverlage eine Selbstzensur durch und schufen infolgedessen den strengen Comics Code. Zur gleichen Zeit begann auch der Rückgang der Superheldencomics. 1952 waren die DC Comics Superman, Batman und Wonder Woman die einzigen regelmäßig erscheinenden Titel. Aufgrund dieser Umstände schrieb Lee in dieser Zeit Comics für verschiedene Genres. Am Ende des Jahrzehnts erwog er, das Comicschreiben aufzugeben.

### Die Marvel-Revolution
In den späten 1950er-Jahren belebte DC Comics das Superheldengenre wieder. Die neugestarteten Serien The Flash und Justice League of America waren sehr erfolgreich, und Martin Goodman gab Lee den Auftrag, ein neues Superheldenteam zu schaffen. Lee schuf daraufhin mit Jack Kirby 1961 die Superheldengruppe Fantastic Four, die im deutschsprachigen Raum als „Die Fantastischen Vier“ bekannt wurden.

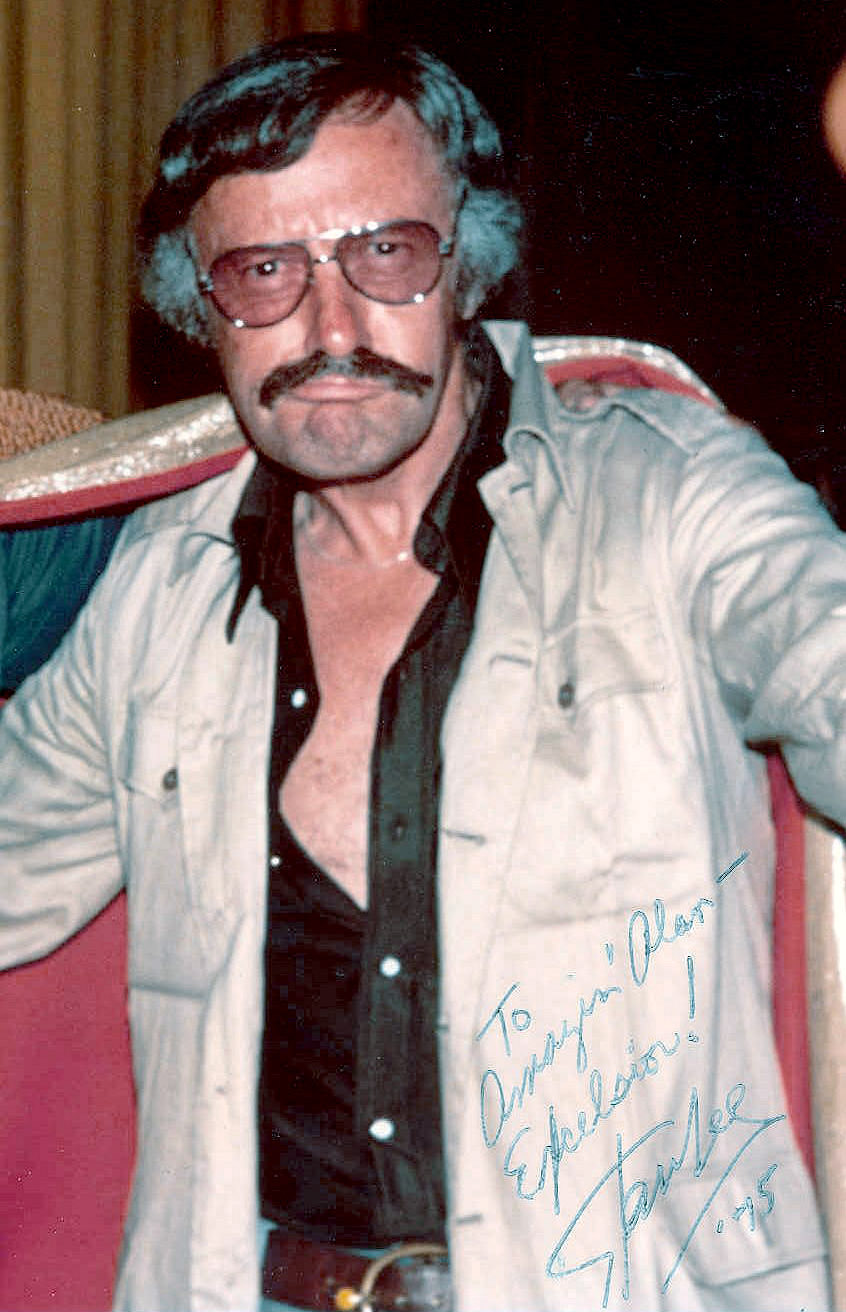
Stan Lee (1975)

Nach erfolgreichem Start der Serie schufen Lee und Kirby kurz darauf The Incredible Hulk, Iron Man, Thor und X-Men. Mit Bill Everett kreierte Lee Daredevil und mit Steve Ditko Doctor Strange und Spider-Man. Diese Figuren halfen, das Superheldengenre neu zu erfinden. Lee gab seinen Protagonisten Fehler und Probleme. Seine Helden hatten Wutausbrüche, waren melancholisch, eitel oder gierig. Sie kämpften miteinander, hatten Probleme, die Miete zu bezahlen, und manche hatten gesundheitliche Probleme. Lee schrieb Figuren, mit denen sich der Leser identifizieren konnte, statt der unfehlbaren Idole, die Superhelden vorher gewesen waren.
In den 1960er-Jahren war Lee Autor und Redakteur der meisten Marvelserien, antwortete auf Fanbriefe und schrieb die monatliche Kolumne Stan’s Soapbox. Um den Redaktionsschluss einhalten zu können, erfand Lee seine eigene Art des Comictextens (bekannt als Marvel-style of comic scripting). Er erstellte statt eines vollständigen Skripts eine Zusammenfassung der Geschichte. Ein erfahrener Zeichner baute die Zusammenfassung auf die geforderte Seitenzahl aus, und Lee fügte Texte und Dialoge in die fertigen Zeichnungen ein. Die Zeichner wurden so zu Co-Autoren der Comics. Durch dieses System ist allerdings umstritten, wie viele Comics, die Lees Namen tragen, tatsächlich aus seiner Feder stammen. Dies betrifft insbesondere Comics, die mit Kirby und Ditko verfasst wurden. Behauptungen, dass Lee die Lorbeeren selbst ernten wollte und die Zeichner ausnutzte, wies Lee stets zurück.

### Spätere Karriere
In späteren Jahren wurde Lee eine Galionsfigur für Marvel Comics. Er trat auf Comic-Conventions im ganzen Land auf, hielt Lesungen und nahm an Podiumsdiskussionen teil. 1981 zog er nach Kalifornien, um Marvels TV- und Filmprojekte zu fördern. Er war ausführender Produzent vieler Filme, die auf Marvel-Figuren basierten, und hatte in vielen Filmen kurze Cameo- und Gastauftritte (siehe unten).

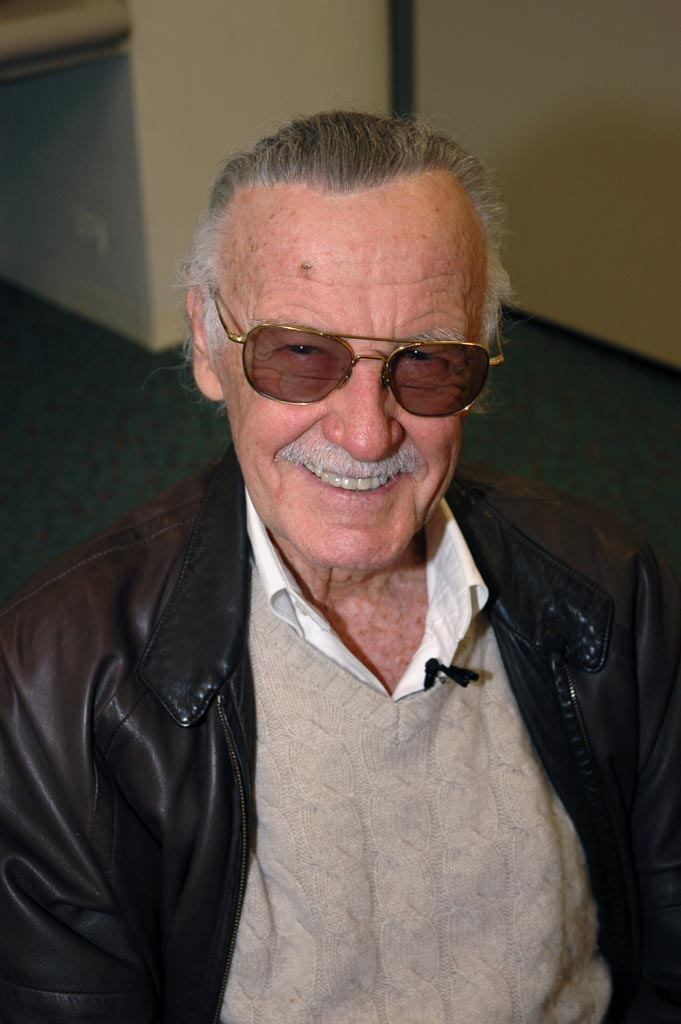
Stan Lee (2007)

Während des Dotcom-Booms gab Lee seinen Namen für StanLee.Net frei, ein Online-Multimedia-Unternehmen, an dessen Führung er allerdings nicht beteiligt war. Das Unternehmen versuchte, Internetanimation mit traditionellen Comicstrips zu verschmelzen, scheiterte aber an Missmanagement. 2001 arbeitete Lee erstmals für DC Comics. Er schuf die Serie „Just Imagine Stan Lee creating…“, eine Neuinterpretationen verschiedener DC-Charaktere, so wie sie Lee geschaffen hätte. Für Spike TV schuf Lee die animierte Superheldenserie Stripperella. 2004 wurden Pläne für eine Zusammenarbeit mit Hugh Hefner angekündigt, die einen Superheldencartoon mit Playboy-Playmates betrafen. Im August 2004 kündigte Lee die Gründung von „Stan Lee’s Sunday Comics“ an, einer Website, auf der Abonnenten sonntäglich neue Comics von Lee lesen können. Gemeinsam mit Ringo Starr arbeitete Lee 2005 an der Entwicklung der Zeichentrickserie „Super-Ringo“ für das Fernsehen. Lee verklagte den Comicverlag Marvel Enterprises (Marvel Comics) auf 10 % des Profits, den die Verfilmungen seiner Comicfiguren einspielten. In erster Instanz gewann Lee; vor dem Berufungsverfahren einigten sich Lee und Marvel Enterprises im April 2005 außergerichtlich auf eine Entschädigung in Millionenhöhe.
2008 erhielt Lee die National Medal of Arts. Seit 2010 wirkte er als Moderator an der Fernsehserie Stan Lee’s Superhumans mit, die in Deutschland unter dem Titel Superhuman auf RTL II ausgestrahlt wird. Im Januar 2011 wurde Lee auf dem Hollywood Walk of Fame mit einem Stern in der Kategorie Film geehrt. Im Auftrag von Arnold Schwarzenegger entwarf er The Governator, dies wurde im Vorfeld der Internationalen Filmfestspiele von Cannes vorgestellt. 2012 erarbeitete Lee mit den Gründern von 1821 Comics, Paris Kasidokostas Latsis und Terry Dougas, die Grafik-Novelle Romeo and Juliet: The War. Er verlegte das Werk mit Gill Champion für POW! Entertainment. Im Jahr 2016 startete die Serie Stan Lee’s Lucky Man mit James Nesbitt in der Hauptrolle. In der Krimi-Serie geht es um einen Polizisten, der mittels eines Armbandes sein Glück kontrollieren kann. 2018 wurde Lee in die Science Fiction and Fantasy Hall of Fame aufgenommen.
Vorwürfe, laut denen Lee Mitarbeiterinnen sexuell belästigt habe, wies sein Anwalt Tom Lallas als verleumderisch zurück.

## Cameo-Auftritte

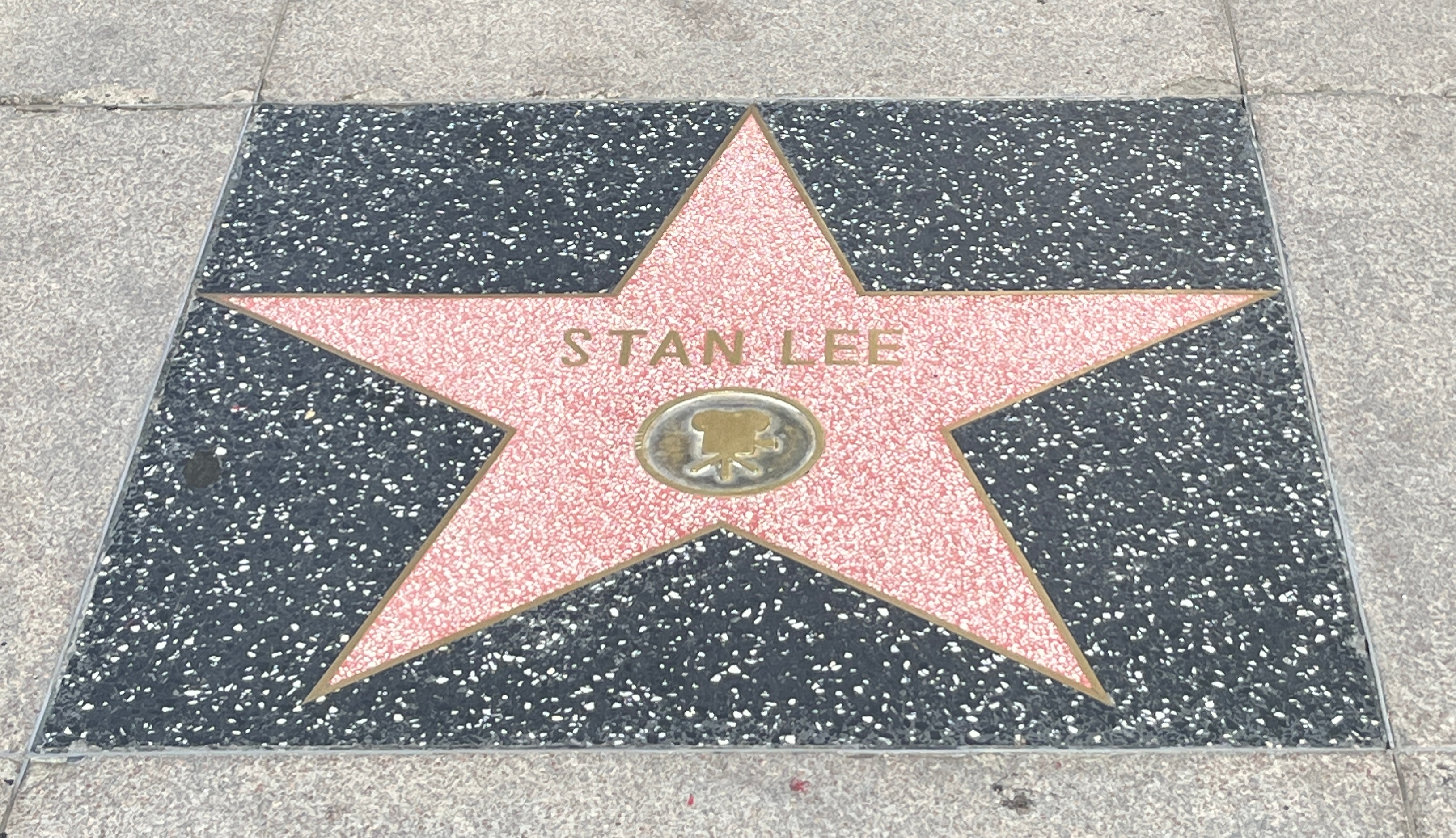
Stan Lees Stern auf dem Hollywood Walk of Fame

Lee hatte viele Cameo-Auftritte in Marvels Film- und Serienprojekten, darüber hinaus hatte er auch Gastauftritte in anderen Produktionen.
Marvel-Produktionen (geordnet nach Erscheinungsjahr):
- Der unheimliche Hulk vor Gericht (1989): sitzt im Gerichtssaal als einer der Geschworenen, während sich David Banner in den Hulk verwandelt; sein allererster Cameo-Auftritt.
- New Spider-Man (1998) erklärt Spider-Man, dass er nur eine Comicfigur sei.
- X-Men (2000): als Hot-Dog-Verkäufer.
- Spider-Man (2002): als Festivalbesucher.
- Daredevil (2003): wird von der Titelfigur vor dem Überfahren gerettet.
- Hulk (2003): als Wachmann, der mit seinem Kollegen (Lou Ferrigno, dem Hulk-Darsteller der 1970er-Jahre) ein Gebäude verlässt, das Bruce Banner betritt.
- Spider-Man 2 (2004): als Fußgänger.
- Fantastic Four (2005): als Willie Lumpkin, der Briefträger der Fantastic Four; damit erstmals eine echte Figur aus dem Comic.
- Marvel’s Man-Thing (2005): als Foto am „Missing People“ Brett.
- X-Men: Der letzte Widerstand (2006): bewässert den Rasen eines Vorgartens.
- Spider-Man 3 (2007): als Fußgänger, der Peter Parker mit den Worten: „You know, I think one man can make a difference. Nuff said.“ anspricht; „nuff said“ ist eine Anspielung auf seine Verabschiedungsworte in „Stan’s Soapbox“.
- Fantastic Four: Rise of the Silver Surfer (2007): gibt sich bei der Hochzeit von Reed Richards und Susan Storm als er selbst aus, wird aber nicht hereingelassen.
- Iron Man (2008): wird von Tony Stark auf einer Abendveranstaltung als „Hef“ begrüßt; eine Anspielung auf Playboy-Erfinder Hugh Hefner, da Lees äußeres Erscheinungsbild in dieser Szene dem von Hefner entspricht.
- Der unglaubliche Hulk (2008): trinkt nichtsahnend ein Erfrischungsgetränk mit Bruce Banners Blut, welches die Regierung auf dessen Fährte lockt.
- Iron Man 2 (2010): wie im ersten Iron-Man-Film wird er von Tony Stark verwechselt; diesmal mit US-Talkmaster Larry King.
- Thor (2011): als Fahrer eines Pick-up-Trucks, der versucht, Thors Hammer mithilfe einer am Truck befestigten Kette zu bewegen.
- Captain America: The First Avenger (2011): als General, der sich im Publikum einer Ordensverleihung befindet.
- Marvel’s The Avengers (2012): in einer Nachrichtensendung, als ungläubiger, schachspielender Mann.
- The Amazing Spider-Man (2012): in Peter Parkers Schule steht er mit Kopfhörern in der Bibliothek, während im Hintergrund Spider-Man und Lizard kämpfen.
- Iron Man 3 (2013): als ein Juror.
- Thor – The Dark Kingdom (2013): als ein Mann in einer Nervenklinik, der von Dr. Erik Selvig seinen Schuh zurückhaben möchte.
- Marvel’s Agents of S.H.I.E.L.D. (2014, Folge 1.13, Zug um Zug): als Mann, der im Zug mit Coulson und Simmons spricht.
- The Return of the First Avenger (2014): als ein Nachtwächter im Museum.
- The Amazing Spider-Man 2: Rise of Electro (2014): als ein Besucher der Highschool-Abschlussfeier von Peter Parker (Spider-Man) und seiner Freundin Gwen Stacy.
- Guardians of the Galaxy (2014): als ein Mann, der mit einer jüngeren Frau redet, während Rocket Raccoon ihn mit einem Fernglas beobachtet.
- Baymax – Riesiges Robowabohu (2014): als Vater von Fred, zu sehen auf einem Gemälde und nach dem Abspann des Films.
- Marvel’s Agent Carter (2015, Folge 1.04, Bedrohte Zukunft): als Kunde eines Schuhputzstands, der sich dort von Howard Stark die Sport-Sektion der Zeitung leiht.
- Marvel’s Daredevil (2015): als ein Mann auf einem Plakat.
- Avengers: Age of Ultron (2015): als Gast auf einer Party im Avengers Tower. In der Szene spricht er sein bekanntes „Excelsior!“.
- Ant-Man (2015): als Barkeeper, der einem Freund von Scott Lang erzählt, dass Falcon einen „Typ, der schrumpfen kann“ sucht.
- Deadpool (2016): als DJ in einem Stripclub.
- The First Avenger: Civil War (2016): als FedEx-Kurier.
- X-Men: Apocalypse (2016): als Ehemann (sieht mit seiner Frau beim Start der Atomraketen in den Himmel).
- Marvel’s Luke Cage (2016): als Polizist auf einem Werbeplakat.
- Doctor Strange (2016): als Buspassagier.
- Deadpool: No Good Deed (2017): als mit Deadpool redender Passant.
- Marvel’s Iron Fist (2017): als Polizist auf einem Werbeplakat für das NYPD.
- Guardians of the Galaxy Vol. 2 (2017): als Informant der Watcher.
- Spider-Man: Homecoming (2017): als alter Mann, der sich über den Lärm im Innenhof beschwert.
- Thor: Tag der Entscheidung (2017): als Friseur, der Thor vor dem Auftritt in der Arena die Haare schneidet.
- Marvel’s Jessica Jones (2018, Staffel: 2 Episode: 9 „Ein Hai in der Badewanne, ein Monster im Bett“): Als ein Werbegesicht in einer Werbeanzeige eines Busses.
- Black Panther (2018): als Mitspieler im Casino.
- Avengers: Infinity War (2018): als Busfahrer auf einem Klassenausflug von Peter Parkers Klasse.
- Deadpool 2 (2018): als Graffiti-Zeichnung auf einer Gebäudewand.
- Marvel’s Runaways (2018): als Chauffeur der Teenager und als Passant, der aus einer Pizzeria kommt.
- Ant-Man and the Wasp (2018): als er selbst, der, nachdem sein Auto geschrumpft wurde, feststellt, dass er es in den ‘60ern übertrieben hat.
- Marvel’s Cloak & Dagger (2018): als Gemälde an der Wand.
- Marvel’s Spider-Man (2018): als Koch eines Diners, das Peter Parker und Mary Jane Watson besuchen.[25]
- Venom (2018): als Passant mit einem Hund.
- Spider-Man: A New Universe (2018): als Besitzer eines Kostümladens, der Miles Morales seinen ersten Spider-Man-Anzug verkauft.
- Es war einmal ein Deadpool (2018): als er selbst in einer Tribute-Post-Credit-Scene, in der er dem Publikum erklärt, wie man ihn in Erinnerung behalten soll.
- Captain Marvel (2019): als Fahrgast in einer S-Bahn, während Captain Marvel gegen einen Skrull kämpft.
- Avengers: Endgame (2019): als Autofahrer in den 1970ern.
- Marvel’s Spider-Man: Miles Morales (2020): als Statue im Spiel.

Gastauftritte in Nicht-Marvel-Produktionen:
- Comic Book Superheroes Unmasked (2003): Lee wurde über die Geschichte des Comics interviewt.
- Eureka – Die geheime Stadt (2006): als Dr. Lee, ein Experte für Gamma-Strahlung. Ein Hinweis auf den von ihm erfundenen Hulk.
- Mallrats (1995): als er selbst.
- Die Simpsons (2002): als er selbst.
- Spider-Man (von MTV produzierte animierte Serie): Lee spricht eine Figur.
- Stan Lee’s Mutants, Monsters and Marvels (2002): Lee gibt ein Interview.
- Heroes (2007, Folge 1.16, Unerwartet): als Busfahrer.
- The Big Bang Theory (2010, Folge 3.16, Sheldon pro se): die Figur Sheldon Cooper dringt in Lees Haus ein, der daraufhin eine einstweilige Verfügung gegen Sheldon Cooper erwirkt.
- Chuck (2007): als er selbst, der während des Weihnachtsabends in der CIA-Basis versucht, General Beckman mit Hilfe eines Mistelzweiges dazu zu bringen, ihn zu küssen.
- Video Game High School (2012, Webserie): als Richter Stan L33t.
- Return to Nuke ’Em High Volume 1 (2013): als er selbst, als Ansager vor dem Film.
- Plötzlich Prinzessin 2 (2004): als Ehrengast, der Englisch durch Lesen von Comics gelernt hat.
- Stan Lee’s Lucky Man (2016, Folge 1.01): als er selbst, bei einer Autogrammstunde in einem Comicladen.
- The Ambulance (1990): als er selbst.
- Fresh Off the Boat (2017, Folge 3.21): als er selbst.
- Jay und Silent Bob schlagen zurück (2001): als er selbst.
- Jay and Silent Bob Reboot (2019): als er selbst.
- Teen Titans Go! To the Movies (2018): als er selbst.
- Chaos im Netz (2018): als er selbst.
- Phineas und Ferb (2013, Folge 4.10: Mission Marvel Teil 2): als Hot-Dog-Verkäufer.

## Hörbücher
- (Audible) 2015: Amazing Fantastic Incredible (gemeinsam mit Peter Riegert), Simon & Schuster Audio